# 多治見市立南姫中学校
多治見市立南姫中学校（たじみしりつ みなみひめちゅうがっこう）は、岐阜県多治見市にある公立中学校。

## 概要
- 屋根が瓦である。
- 全校生徒は2017年現在で150人ほどである。
- 朝、清掃前、放課後に1分間の黙想がある。
- 2・3階のフロアには多目的ホールがある。
- 毎年9月に大運動会、12月に合唱祭が行われている。

## 沿革
- 1988年（昭和63年） - 小泉中学校より分離し開校[1]。

## 校区・通学区域
- 多治見市立南姫小学校区の全域 - 姫町1丁目～7丁目、大針町、大薮町、北小木町
- 多治見市立根本小学校区の内北陵・小泉中学校分を除く、次の通り - 北丘町4丁目（17の11～17の153、17の155、17の158、17の161、17の162、17の164～17の183）、北丘町5丁目、北丘町6丁目(30の1、30の６～30の29)、北丘町7丁目～8丁目、西山町4丁目、根本町9丁目(25、26の2～26の41)、根本町12丁目(1の2～1の12、19、20、82)[2]

## 交通アクセス
- 東海旅客鉄道（JR東海）太多線 姫駅より徒歩13分。